# (38817) 2000 RH74
2000 RH74 (asteroide 38817) é um asteroide da cintura principal. Possui uma excentricidade de 0.15766220 e uma inclinação de 6.29862º.
Este asteroide foi descoberto no dia 2 de setembro de 2000 por LINEAR em Socorro.